# Charles Frederick Briggs
Charles Frederick Briggs (1804-1877) fue un periodista y autor estadounidense, nacido en Nantucket, Massachusetts.  También se lo conocía bajo el seudónimo de "Harry Franco", con el que escribió The Adventures of Harry Franco (Las aventuras de Harry Franco) en 1839, y que fue precedido por una serie de trabajos que trataban con más o menos humorísticamente con la vida en Nueva York.

## Biografía
Briggs había sido un marinero en Nantucket, Massachusetts, y luego un vendedor al por mayor. Cuando su novela The Adventures of Harry Franco (Las aventuras de Harry Franco) se hizo conocida, empezó la carrera de periodista.
En 1839, publicó The Adventures of Harry Franco, una historia de aventura humorística que fue un éxito inmediato, y lo que llevaría a que incluso sus amigos le pusieran el sobrenombre de "Franco", ante su consternación.
Briggs fundó el Club del Copyright en 1843. La organización buscaba expandir la conciencia de una necesidad de una ley internacional de derechos de autor, pero dejó el club cuando una revista llamada Centurion "consiguió monopolizar todo el crédito".
Briggs comenzó el Broadway Journal en 1844 en Nueva York. Manejaba las tareas editoriales y las solicitudes de publicación mientras que su socio, un antiguo maestro de escuela llamado John Bisco, manejaba la publicación y las finanzas. En diciembre de ese año, James Russell Lowell le escribió para recomendar a Edgar Allan Poe para un trabajo en la nueva revista. Poe se convirtió en editor asociado de la publicación en enero de 1845 y coeditor un mes más tarde, convirtiéndose en el tercer dueño. Pero a pesar de esto, Briggs nunca lo consideró un socio, sino "sólo un asistente". Poe lo llamó "extremadamente maleducado" y dijo que él "nunca había compuesto tres oraciones consecutivas de inglés gramatical en su vida." En junio de 1845, Briggs renunció debido a dificultades financieras y, en octubre, Bisco vendió su parte de la revista a Poe por 50 dólares (Poe pagó con una nota endorsada por Horace Greeley). La publicación final de la revista data del 3 de enero de 1846.
C. F. Briggs posteriormente trabajó como editor para otras publicaciones, incluyendo Holden's Dollar Magazine y Putnam's Magazine (1853-1856) en conexión con George William Curtis y Parke Godwin. Luego trabajó como empleado en el Times , el Evening Mirror, el Brooklyn Union, y, finalmente, el Independent.